# Brancard
Pour l’article ayant un titre homophone, voir Brancart.
Brancard désigne à l'origine une barre ou pièce de bois allongée permettant de transporter un objet auquel elle est solidement fixée. 
Au pluriel, les brancards désignent les deux pièces de bois entre lesquelles on attelle ou brancarde un cheval, ou bien tout simplement les bras ou (pro)longes porteuses d'un bard, d'une brouette ou d'une charrette à bras ou à traction animale, voire d'un meuble.
Dans le monde médicalisé, celui des urgences, des premiers secours militaires ou civils, des soins des hôpitaux modernes, le brancard est devenu synonyme de civière de transport normalisé des patients, des malades ou des blessés. Cette évolution métonymique proviendrait des hampes ou bras de la civière qui correspondent à des brancards. Aussi il se peut que les premiers brancardiers militaires, dont la tâche spécialisée dite de brancardage, lors de l'évacuation des blessés, était de lever et porter les brancards, aient généralisé cette appellation simple, mise au singulier, le brancard à la place de la civière.

## Origine

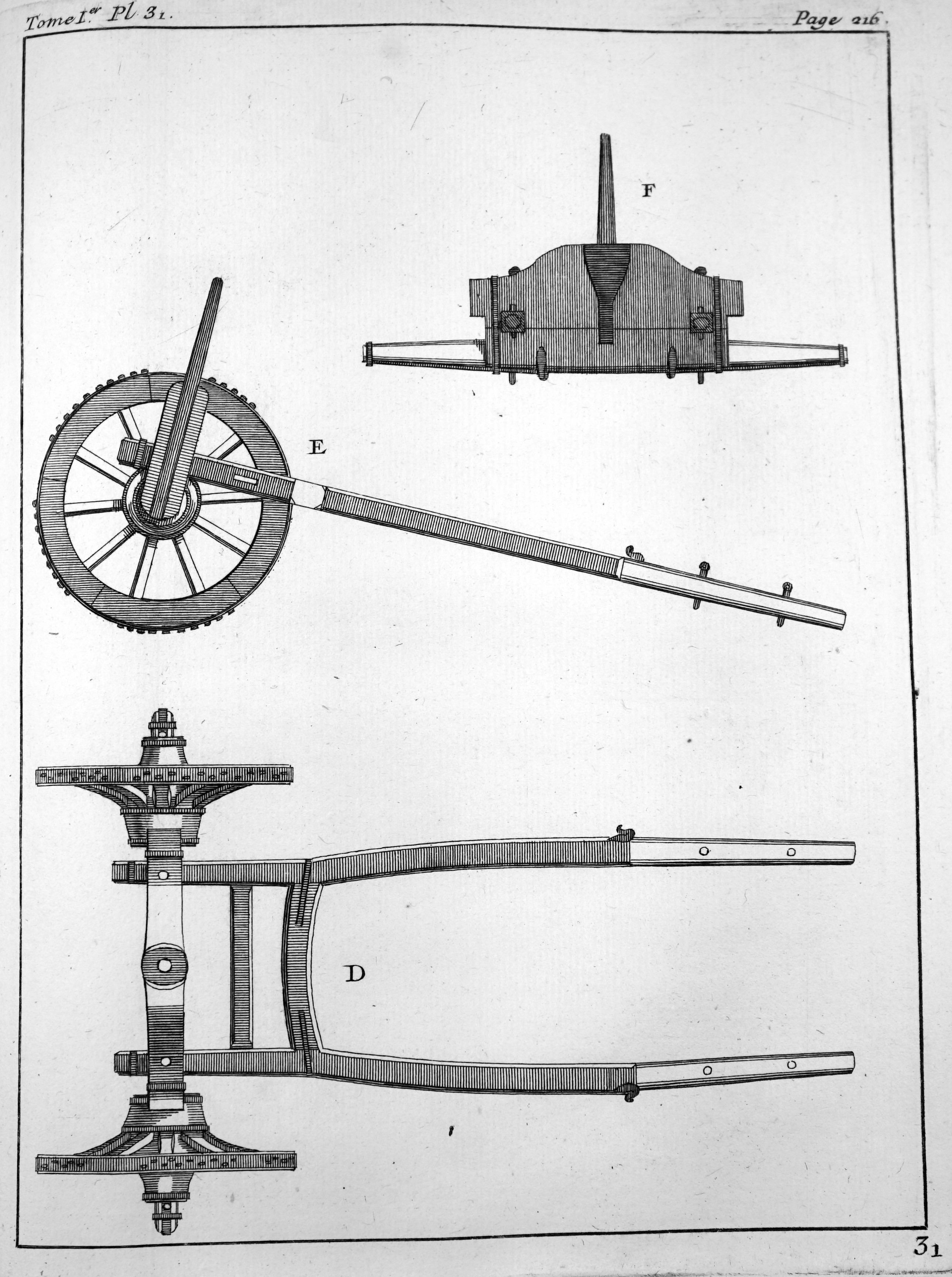
Pour tirer un canon.

Le mot attesté en 1429 sous la forme branquar(t), d'origine dialectale, dériverait du normand branque, signifiant la branche. La suffixation en -ard indique un prolongement ou une partie évolutive assimilable, plus ou moins, au type d'objet signifié par la racine, ici "branque". Pourtant, vers 1380, le brancard désigne déjà un chariot pourvu de branques, c'est-à-dire de bras ou longues pièces de bois, en général une paire de chaque côté de la caisse du véhicule, permettant de tirer avec les mains ou d'atteler au besoin un animal. 
La suffixation en -ard, très commune dans les divers dialectes français a également touché vers 1420 cette dernière pièce spécifique, peut-être parce que ce n'était plus vraiment une branche, mais une pièce artificiellement fabriquée en bois de frêne, souvent cintrée ou formée à la vapeur ou encore composée de sections de bois collée, tordues ensemble après une réparation. Notons que le frêne était le bois utilisé pour concevoir les lances. Les Britanniques ont emprunté aux lanciers du Bengale leur "bois de lance". Ce bois asiatique, fin et souple à l'état vert, était résistant sous forme de brancards, mais dangereux lorsqu'il éclatait au cours d'un accident, créant des débris perforants.

## Métonymie et glissement de sens
Les objets portés ou véhicules tirés, à l'aide de brancards, ont assez tôt pris le nom de brancard(s). Ainsi un ancien guéridon à bras dit Gobelin, une ancienne litière, véhicule de transport qui a été connu outre-manche sous la dénomination anglaise de "brancard", un fauteuil, des bards et autres comètes... jusqu'aux civières militaires.
Le limon était et reste un harnais servant à atteler un cheval de trait dans les brancards. Le cheval brancardé est ainsi devenu un porteur de limon ou limonier.
Ce lien de connexion entre animal de trait et véhicule semble s'être étendu au couplage de deux véhicules à deux roues ou trains de roulement. Les charrons désignent ainsi souvent la pièce de fer ou de bois qui relie le train avant au train arrière d'un chariot ou véhicule à quatre roues. Mais il s'agit en fait du sens premier. Ici le brancard n'est qu'une pièce de couplage, assimilable à un timon de liaison.

## Expression
- Ruer dans les brancards : cette expression populaire signifie "se révolter, sortir du joug imposé ou de l'humiliation, montrer sa personnalité envers et contre tous, quoi qu'il en coûte"[4]. L'Homme qui porte son bard, allégorie d'une charge ou d'un fardeau imposé, ou traîne sa carriole sur un parcours trop bien tracé, allégorie de sa carrière ou de ses habitudes, se trouve dans la même situation circonscrite et déterminée que l'animal de trait harnaché qui tire indéfiniment un véhicule entre des brancards. À l'image d'un cheval impatient ou piqué qui effectue des ruades destructrices, il peut se regimber et refuser cette tâche monotone, répétitive, sans avenir[5]. Face à une hiérarchie préétablie, normalisée, apparemment figée, il est possible de bousculer les codes et convenances, de transgresser les règles, voire de dépasser son rôle prédéterminé dans un effort, conçu par l'autorité comme insoupçonnable. Ainsi l'expression s'appliquait couramment aux jeunes fonctionnaires des administrations privées ou publiques, autrefois autoritaires et tatillonnes, souhaitant prendre des responsabilités en combattant l'immobilisme supposé rétrograde, les habitudes obsolètes, les méthodes passéistes. Elle tend de nos jours à s'appliquer à tous les outsiders et à ceux qui veulent faire changer les mentalités dans de nombreux domaines, notamment sportifs.
- Piaffer dans les brancards : expression populaire similaire à la première, mais accentuant une impatience ou une volonté de départ ou d'essor. La nuance ironique suggère que l'impétrant peut prochainement obtenir une charge ou une responsabilité plus importante, qui l'amènera à prendre les rênes de l'attelage allégorique et peut-être devenir celui qui contrôle et oppresse ses subalternes, qui peut se permettre à son tour de "mettre aux brancards".
- Entrer dans les brancards, sortir des brancards, rentrer dans les brancards  : accepter, quitter, se plier de nouveau aux contraintes d'une tâche ou d'une fonction.
- Mettre aux brancards : imposer une tâche définie à son ou ses subalterne(s), sans leur laisser un champ d'action ou d'initiative.
- Le sieur, le marquis, le duc et pair... du Brancard de la Carriole : titre ironique ou de franche raillerie, renommant à l'origine un gentilhomme, un membre de l'ancienne noblesse ou s'affichant tel quel, au nom composé complexe ou allongé par des particules marquant les domaines possédés ou les multiples héritages généalogiques. L'expression populaire, commune dans le nord de la France dans les années cinquante, servait aussi à "mettre en boîte" ou exclure a priori un personnage s'affichant de manière hautaine ou un simple interlocuteur trop distingué.

## Correspondances difficiles
Il est évident que le terme français "brancard", au sens primitif désignant les brancards qui permettent de tirer ou un véhicule tracté à l'aide de brancards, correspond le plus souvent au mot anglais "shaft", qui reste évidemment, comme en français traditionnel, employé au pluriel, par exemple "shafts of carriage" ainsi qu'au pluriel allemand, "die Gabeldeichsel". "Die Deichsel", mot féminin singulier, désigne plutôt le timon, le limon ou la flèche. Il semble qu'une perception floue, en dehors des milieux familiarisés avec les multiples formes d'attelage, ait envahi ces vocabulaires anciens, mais il n'y a pas de confusion possible dans ces deux grandes langues, avec le sens du transport médicalisé, soient respectivement "strecher" et "(die) Krankentragbahre".